# Gregory Jagenburg
Gregory Jagenburg (Estados Unidos, 1957) es un nadador estadounidense retirado especializado en pruebas de estilo mariposa, donde consiguió ser subcampeón mundial en 1978 en los 100 metros estilo mariposa.

## Carrera deportiva
En el Campeonato Mundial de Natación de 1978 celebrado en Berlín (Alemania), ganó la medalla de plata en los 100 metros estilo mariposa, con un tiempo de 55.26 segundos, tras su compatriota Joe Bottom  (oro con 54.30 segundos) y por delante del sueco Pär Arvidsson  (bronce con 55.38 segundos).